# 東番記
『東番記』（とうばんき）は、1603年に明朝の儒学者・陳第によって著された当時の台湾を記した地理書。
陳第は本来古北口の游撃将軍であったが、退任後は福建連江に隠棲した。1602年に沈有容により倭寇が平定された際に、将軍に招かれ福建に船で向かったが、その際暴風雨に遭遇し台湾に漂着、1年後に福建に戻った。
台湾での見聞をまとめたのが『東番記』であり、その内容は1,400字程度で台湾西部沿岸の原住民の生活風習と地理を紹介している。